# Хозесановская волость
Хозесановская волость — административная единица в составе Свияжского уезда Казанской губернии. Волость существовала до 1781 года. В состав волости входили чувашские население, а также население, относящееся к этноконфессиональной группе татар, называемой молькеевскими кряшенами.

## История
По сведениям 1638 года в волость входили селения Хозесаново, Мал. Тяребердеево, Бол. Тяребердеево, Стар. Тяребердеево, Атичево. Аксарино, Янгозино, Другое Чутеево, Курбаш, Миликеево, Кичкеево, Бол. Кошелеево, Мал. Кошелеево, Ст. Келебердеево, Кудаи, Сюндюр .
По данным II ревизии 1747 г., в волости числились населённые пункты:
| Название                   | Совр. название     | Совр. расположение |
| -------------------------- | ------------------ | ------------------ |
| Хозесанова                 | Хозесаново         | Кайбицкий          |
| Хозесанова починок Куштова |                    |                    |
| Мулькеева                  | Молькеево          | Кайбицкий          |
| Старая Тярбердина          | Старое Тябердино   | Кайбицкий          |
| Большая Тярбердина         | Большое Тябердино  | Кайбицкий          |
| Янгозина                   | Янсуринское        | Кайбицкий          |
| Старые Курбаши             | Старая Буа         | Кайбицкий          |
| Чутеева                    | Чутеево            | Кайбицкий          |
| Чутеева                    | Чутеево            | Янтиковский        |
| Новая Ишина                | Новоя Ишина        | Янтиковский район  |
| Кичкиева                   | Кичкеево           | Янтиковский        |
| Аксарина                   | Яманово            | Комсомольский      |
| Тярбердина                 | Тябердино-Эткерово | Комсомольский      |
| Большие Кошелеи            | Комсомольское      | Комсомольский      |
| Малые Кошелеи              | Малые Кошелеи      | Комсомольский      |
| Новая Бикмурзина           | Новое Бикмурзино   | Комсомольский      |
| Старый Сундырь             | Старый Сундырь     | Комсомольский      |
| Полевой Сундырь            | Полевой Сундырь    | Комсомольский      |
| Емметьева                  | Эмметево           | Яльчикский         |
| Абамса                     | Абамза             | Батыревский        |